# Siergiej Końkow
Siergiej Aleksandrowicz Końkow, ros. Сергей Александрович Коньков (ur. 30 maja 1982 w Moskwie) – rosyjski hokeista, reprezentant Rosji.

## Kariera
- CSKA Moskwa (1999-2002)
- Mołot-Prikamje Perm (2002-2003)
- Nieftiechimik Niżniekamsk (2003-2007)
- Łokomotiw Jarosław (2007-2010)
- Nieftiechimik Niżniekamsk (2010-2011)
- Dinamo Moskwa (2011-2013)
  -  Dinamo Bałaszycha (2012)
- Łokomotiw Jarosław (2013-2016)
- Nieftiechimik Niżniekamsk (2016-2017)
- Sibir Nowosybirsk (2017-2018)
- Admirał Władywostok (2018-2019)
- Traktor Czelabińsk (2019-2020)

Wychowanek Krylji Sowietow Moskwa. Od maja 2011 zawodnik Dinama Moskwa. Od maja 2013 ponownie zawodnik Łokomotiwu Jarosław, związany rocznym kontraktem. Odszedł z klubu w czerwcu 2016. Od lipca 2016 ponownie zawodnik Nieftiechimika. Od maja 2017 zawodnik Sibiru Nowosybirsk. Od lipca 2018 zawodnik Admirała Władywostok. W sierpniu 2019 przeszedł do Traktora. Zwolniony po sezonie 2019/2020. W lipcu 2020 ogłosił zakończenie kariery.
Uczestniczył w turnieju zimowej uniwersjady edycji 2001.

## Sukcesy
Klubowe
- Awans do Superligi: 2002 z CSKA
- Srebrny medal mistrzostw Rosji: 2008, 2009
- Złoty medal mistrzostw Rosji: 2012, 2013 z Dinamem Moskwa
- Puchar Gagarina: 2012, 2013 z Dinamem Moskwa
- Brązowy medal mistrzostw Rosji: 2014 z Łokomotiwem Jarosław

Indywidualne
- KHL (2013/2014) – czwarte miejsce w klasyfikacji strzelców w fazie play-off: 8 goli